# NGC 7061
NGC 7061 is een elliptisch sterrenstelsel in het sterrenbeeld Indiaan. Het hemelobject werd op 30 september 1834 ontdekt door de Britse astronoom John Herschel.

## Synoniemen
- ESO 236-13
- AM 2123-491
- PGC 66785